# Ізідор Ражо
Ізідор Ражо (угор. Rázsó Izidor, 27 грудня 1896  — 9 квітня 1944) — угорський футболіст, що грав на позиції нападника. Також відомий як Мор Розенштейн. У складі клубу «Ференцварош» двічі ставав чемпіоном Угорщини і двічі володаремКубку Угорщини. Виступав у складі збірної Угорщини.

## Кар'єра
Розпочинав кар'єру в клубі «Керюлеті». Пізніше перебрався до команди «Ексересек», що виступала в другому дивізіоні ліги Будапешту. Зі складу цієї команди в 1921 році був викликаний у збірну Угорщина-Б на матч проти збірної Дебрецена (5:1), у якому Ражо відзначився двома голами. Вже за рік Ізідор дебютував у національній збірній Угорщини. Був викликаний на товариський поєдинок проти збірної Польщі (3:0).
В 1923 році Ражо перебрався до команди «Маккабі» (Брно), у складі якої виступав до 1925 року. Такий перехід не був чимось незвичайним для угорських гравців того часу. Клуб «Маккабі» (Брно) був створений в 1919 році і був серед числа так званих єврейських спортивних клубів, яких у цей час існувало одразу декілька у центральній Європі, наприклад, у Угорщині таким був ВАК, а у Австрії «Хакоах». «Маккабі» відрізнявся від названих клубів тим, що не виступав у місцевому чемпіонаті, а проводив міжнародні турне Європою. Клуб на цьому заробляв хороші гроші, завдяки чому платив високі зарплати своїм гравцям. Основу «Маккабі» складали футболісти з Угорщини, як євреї, так і християни.
В 1925 році Ізідор повернувся до «Ексересека». Протягом року він ще двічі викликався до збірної. В 1926 році в угорському футболі був введений професіоналізм. Мор Ражо отримав запрошення від чемпіона країни «Ференцвароша», з яким два сезони поспіль здобував «дубль», тобто ставав чемпіоном і володарем Кубка країни. В новому клубі Ражо не відзначався великою результативністю, але вдало підігравав партнерам і був гравцем основного складу, виступаючи на позиції правого крайнього нападника. Так у сезоні 1926/27 відіграв в усіх 18 матчах своєї команди у чемпіонаті і забив 3 м'ячі, а також у 5 кубкових матчах (в тому числі і фінал проти «Уйпешта»). В сезоні 1927/28 на рахунку гравця 20 проведених поєдинків (із 22 можливих) і 4 м'ячі в чемпіонаті, а також 2 матчі і 1 гол у кубку (в фіналі не грав). В 1928 році команда також стала переможцем престижного міжнародного трофею  — Кубка Мітропи, турніру для найсильніших клубів Центральної Європи. У цих змаганнях Ражо зіграв лише в одному матчі  — в півфіналі проти австрійської «Адміри», але став автором єдиного переможного голу в цьому поєдинку. 
В наступному сезоні команда лишилась без трофеїв, посівши в чемпіонаті друге місце. Від участі у Кубку Мітропи «Ференцварош» відмовився заради більш фінансово вигідного турне Південною Америкою. Протягом липня-серпня 1929 року клуб провів 14 матчів проти клубних команд і національних збірних Бразилії, Уругваю і Аргентини, здобувши 6 перемог при 6 поразках і 2 нічиїх. Найбільш славною для «Ференцвароша» стала перемога з рахунком 3:2 над діючими дворазовими олімпійськими чемпіонами і майбутніми чемпіонами світу  — збірною Уругваю. Той матч став першим для Ражьо на полях Нового світу. Він відзначився одним з голів, завдяки чому в більшості наступних поєдинків виходив у складі, загалом зігравши 8 матчах з 14 і забивши два м'ячі. Другий  — у ворота аргентинського «Рівер Плейту» (4:3).
В сезоні 1929/30 Ражо випав з основного складу «Ференцвароша» (лише 3 матчі і 1 гол у чемпіонаті). Загалом за чотири сезони він зіграв за цю команду 120 матчів і забив 22 м'ячі, серед яких 56 матчів і 8 голів у чемпіонаті. Наступний сезон футболіст провів у команді «Немзеті», що виступала у вищому угорському дивізіоні. 

## Статистика виступів за збірну
| Дата       | Місто    | Господарі | Результат | Гості     | Турнір           | Голи | Примітки |
| ---------- | -------- | --------- | --------- | --------- | ---------------- | ---- | -------- |
| 14/05/1922 | Краків   | Польща    | 0 – 3     | Угорщина  | товариський матч | -    |          |
| 21/05/1925 | Будапешт | Угорщина  | 1 – 3     | Бельгія   | товариський матч | -    |          |
| 08/11/1925 | Будапешт | Угорщина  | 1 – 1     | Італія    | товариський матч | -    |          |
| 10/04/1927 | Відень   | Австрія   | 6 – 0     | Угорщина  | товариський матч | -    |          |
| 25/03/1928 | Будапешт | Угорщина  | 2 – 1     | Югославія | товариський матч | -    |          |
| Усього     |          | Матчів    | 5         |           | Голів            | 0    |          |

## Титули і досягнення
- Володар Кубка Мітропи: 1928
- Чемпіон Угорщини: 1926–27, 1927–28
- Володар Кубка Угорщини: 1927, 1928